# Aporum crucilabre
Aporum crucilabre é uma espécie de orquídea epífita de hábito pendente e flores pequenas, que habita Borneu.